# 山口守
マモル（1977年5月29日 - ）は、日本の男性元総合格闘家、元ムエタイ選手。神奈川県川崎市出身。シューティングジム横浜所属。元フライ級キング・オブ・パンクラシスト。元KOTC世界ジュニアフライ級王者。元修斗世界フライ級王者。元修斗世界バンタム級王者。

## 来歴
中学、高校時代は柔道部に所属。 卒業後は1年間鳶職をしていた。 
1999年7月16日、修斗でプロデビュー。勝村周一朗に判定勝ち。
2000年12月17日、初代修斗フェザー級（-60kg）王座決定戦で秋本じんと対戦し、判定勝ちを収め王座獲得に成功した。
2001年11月25日、修斗フェザー級タイトルマッチで挑戦者の大石真丈と対戦し、腕ひしぎ三角固めで一本負けを喫し王座陥落した。
2002年6月22日付けでフェザー級からバンタム級に転向。
2003年12月14日、初代修斗世界バンタム級（-56kg）王座決定戦で漆谷康宏と対戦し、判定勝ちを収め王座獲得に成功し、2階級制覇に成功した。
2004年9月26日、修斗世界バンタム級タイトルマッチで挑戦者のホビソン・モウラと対戦。2-0で判定勝ちで、王座の初防衛に成功した。試合後のモウラ側の提訴により、2005年1月にテクニカル判定1-0のドロー裁定に変更された。
2005年3月12日、D.O.Gの興行を観戦していたところ、廣野剛康にTKO勝ちした井口摂に「（修斗の）バンタムのチャンピオンでカリフラワーみたいな奴いるだろ?一発やらせてくれやー。イカせてやるぜー」と挑発を受けた。
2006年3月24日、修斗世界バンタム級タイトルマッチで挑戦者のBJと対戦し、判定ドロー。2度目の王座防衛に成功した。
2006年5月12日、1年前から挑発されていた井口摂と対戦し、膝蹴りで額をカットさせドクターストップ勝ち。試合後、井口は「ありがとうございました」と敗北を認めた。
2006年10月14日、修斗世界バンタム級タイトルマッチで挑戦者のBJと再戦し、スリーパーホールドで一本負けを喫し王座陥落した。
2008年7月18日、修斗世界バンタム級タイトルマッチで王者のBJに挑戦し、フロントスリーパーホールドで一本負けを喫し王座獲得に失敗した。
2009年2月11日、初出場となったシュートボクシングで、日本スーパーバンタム級暫定王者えなりのりゆきと対戦し、一本背負いでシュートポイントを奪うなどして判定勝ちを収めた。
2009年10月30日、VALE TUDO JAPAN 09でジェシー・タイタノと対戦し、パウンドでKO勝ち。
2009年11月23日、修斗で行われた修斗 vs. パンクラスの対抗戦で清水清隆と対戦し、判定勝ちを収めた。
2010年1月30日、沖縄で開催されたKing of the CageのKOTC世界ジュニアフライ級王座決定戦でフランク・バカと対戦し、チョークスリーパーで一本勝ちを収め王座獲得に成功した。
2010年8月5日、カリフォルニア州ハイランドで開催されたKOTCでグレッグ・ガズマンと対戦し、グラウンドでの肘打ちでTKO勝ちを収めた。この試合は王座防衛戦として行なわれる予定であったが、ガズマンが規定体重をクリアできずノンタイトルマッチに変更された。
2012年12月24日、VTJ 1stでダレル・モナヒューと対戦し、判定負け。
2013年10月20日、TRIBE TOKYO FIGHTで前田吉朗と対戦し、0-1の判定ドローとなった。
2017年3月12日、PANCRASE 285でのフライ級キング・オブ・パンクラス・タイトルマッチで王者の神酒龍一に挑戦し、2-1の判定勝ちを収め王座獲得に成功した。
2017年8月20日、PANCRASE 289でのフライ級キング・オブ・パンクラス・タイトルマッチで挑戦者の仙三と対戦し、0-3の判定負けで王座陥落した。
2023年12月2日、引退エキシビションマッチとして清水清隆、漆谷康宏、佐藤ルミナと1人ずつ1分1Rで対戦し、現役を引退した。

## 人物・エピソード
- ムエタイ技術を駆使した立ち技中心のファイトスタイルを得意とする[12]。
- 具志堅用高ばりのアフロヘアーが特徴だが、デビュー当時はアフロではなく、茶髪の短髪にピアスといったファッションであったが、地味だったため関係者のアドバイスで現在の姿に変えた[13]。

## 戦績

### 総合格闘技
| 総合格闘技 戦績 | 総合格闘技 戦績 | 総合格闘技 戦績 | 総合格闘技 戦績 | 総合格闘技 戦績 | 総合格闘技 戦績 | 総合格闘技 戦績 |
| --------------- | --------------- | --------------- | --------------- | --------------- | --------------- | --------------- |
| 48 試合         | (T)KO           | 一本            | 判定            | その他          | 引き分け        | 無効試合        |
| 31 勝           | 11              | 4               | 16              | 0               | 5               | 0               |
| 13 敗           | 1               | 4               | 8               | 0               | 5               | 0               |

| 勝敗 | 対戦相手                 | 試合結果                                          | 大会名                                                                          | 開催年月日     |
| ×    | 小川徹                   | 5分3R終了 判定0-3                                 | PANCRASE 305                                                                    | 2019年5月26日  |
| ×    | 若松佑弥                 | 2R 0:39 TKO（スタンドパンチ連打）                 | PANCRASE 297                                                                    | 2018年7月1日   |
| ×    | 仙三                     | 5分5R終了 判定0-3                                 | PANCRASE 289 【フライ級キング・オブ・パンクラス・タイトルマッチ】               | 2017年8月20日  |
| ○    | 神酒龍一                 | 5分5R終了 判定2-1                                 | PANCRASE 285 【フライ級キング・オブ・パンクラス・タイトルマッチ】               | 2017年3月12日  |
| ○    | ルイス・ベタオ・ノゲイラ | 5分3R終了 判定2-1                                 | PANCRASE 281                                                                    | 2016年10月2日  |
| ○    | 仙三                     | 5分3R終了 判定2-1                                 | PANCRASE 277                                                                    | 2016年4月24日  |
| ×    | 安永有希                 | 5分3R終了 判定1-2                                 | PANCRASE 273                                                                    | 2015年12月13日 |
| ○    | 北郷祐介                 | 5分3R終了 判定2-1                                 | PANCRASE 269                                                                    | 2015年8月9日   |
| △    | ランボー宏輔             | 5分3R終了 判定1-1                                 | 修斗 MOBSTYLES 15th Anniversary TOUR FIGHT & MOSH                               | 2015年5月3日   |
| ○    | 飛猿☆No.2                | 2R 0:25 TKO（レフェリーストップ：カットでの出血） | VTJ 6th                                                                         | 2014年10月4日  |
| ×    | シーザー・スクラヴォス   | 1R 1:28 リアネイキッドチョーク                    | VTJ 4th 【フライ級トーナメント 1回戦】                                          | 2014年2月23日  |
| △    | 前田吉朗                 | 5分3R終了 判定0-1                                 | TRIBE TOKYO FIGHT 〜長南亮引退興行〜                                            | 2013年10月20日 |
| ×    | 山上幹臣                 | 5分3R終了 判定2-0                                 | VTJ 2nd                                                                         | 2013年6月22日  |
| ×    | ダレル・モナヒュー       | 5分3R終了 判定1-2                                 | VTJ 1st                                                                         | 2012年12月24日 |
| ×    | ジュシー・フォルミーガ   | 5分3R終了 判定0-3                                 | TPF 10: Let the Chips Fall                                                      | 2011年8月6日   |
| ○    | ケビン・ダンスムーア     | 2R 4:03 KO（左フック）                            | TPF 9: The Contenders                                                           | 2011年5月6日   |
| ○    | 北原史寛                 | 1R 2:33 KO（左ハイキック）                        | 修斗 The Way of SHOOTO 06 〜Like a Tiger, Like a Dragon〜                       | 2010年11月19日 |
| ○    | グレッグ・ガズマン       | 2R 2:21 TKO（グラウンドの肘打ち）                 | KOTC: Sniper                                                                    | 2010年8月5日   |
| ○    | フランク・バカ           | 2R 1:54 チョークスリーパー                        | King of the Cage in 沖縄 2010 登竜門 【KOTC世界ジュニアフライ級王座決定戦】     | 2010年1月30日  |
| ○    | 清水清隆                 | 5分3R終了 判定2-0                                 | 修斗 REVOLUTIONARY EXCHANGES 3                                                  | 2009年11月23日 |
| ○    | ジェシー・タイタノ       | 1R 4:41 KO（パウンド）                            | VALE TUDO JAPAN 09                                                              | 2009年10月30日 |
| ×    | BJ                       | 3R 3:40 フロントスリーパーホールド                | "修斗伝承 02" ROAD TO 20th ANNIVERSARY 【修斗世界バンタム級チャンピオンシップ】 | 2008年7月18日  |
| ○    | 菅原雅顕                 | 5分3R終了 判定3-0                                 | 修斗 BACK TO OUR ROOTS 08                                                       | 2008年3月28日  |
| ○    | 正城ユウキ               | 5分3R終了 判定3-0                                 | 修斗 SHOOTING DISCO 4 〜ボーン イン ザ ☆ ファイティング〜                       | 2008年2月23日  |
| ×    | 漆谷康宏                 | 5分3R終了 判定0-3                                 | 修斗 BACK TO OUR ROOTS 05                                                       | 2007年9月22日  |
| ○    | 下川雄生                 | 5分3R終了 判定3-0                                 | 修斗 SHOOTING DISCO 1 〜サタデーナイトヒーロー〜                                | 2007年6月2日   |
| ×    | BJ                       | 1R 1:38 スリーパーホールド                        | 修斗 【修斗世界バンタム級チャンピオンシップ】                                   | 2006年10月14日 |
| ○    | エリカス・ススロヴァス   | 1R 2:14 TKO（パンチ連打）                         | 修斗                                                                            | 2006年9月8日   |
| ○    | 井口摂                   | 1R 2:45 TKO（額のカット）                         | 修斗 SHOOTO The DEVILOCK                                                        | 2006年5月12日  |
| △    | BJ                       | 5分3R終了 判定1-0                                 | 修斗 【修斗世界バンタム級チャンピオンシップ】                                   | 2006年3月24日  |
| ○    | 高橋大児                 | 5分3R終了 判定3-0                                 | 修斗                                                                            | 2005年12月17日 |
| ○    | パット・セイデル         | 2R 1:35 スリーパーホールド                        | 修斗                                                                            | 2005年9月23日  |
| ○    | ストニー・デニス         | 1R 1:36 TKO（左ハイキック）                       | 修斗                                                                            | 2005年5月4日   |
| ○    | 生駒純司                 | 5分3R終了 判定3-0                                 | 修斗                                                                            | 2005年1月29日  |
| △    | ホビソン・モウラ         | 5分3R終了 テクニカル判定1-0                       | 修斗 【修斗世界バンタム級チャンピオンシップ】                                   | 2004年9月26日  |
| ○    | 吉岡広明                 | 3R 4:41 TKO（膝蹴り）                             | 修斗                                                                            | 2004年5月3日   |
| ○    | 漆谷康宏                 | 5分3R終了 判定3-0                                 | 修斗 【修斗世界バンタム級王座決定戦】                                           | 2003年12月14日 |
| ○    | 久保山誉                 | 5分3R終了 判定3-0                                 | 修斗                                                                            | 2003年3月18日  |
| ×    | ホビソン・モウラ         | 5分3R終了 判定0-3                                 | 修斗                                                                            | 2002年9月16日  |
| ○    | 吉岡広明                 | 5分3R終了 判定3-0                                 | 修斗 WANNA SHOOTO 2002                                                          | 2002年4月14日  |
| ×    | 大石真丈                 | 1R 1:44 腕ひしぎ三角固め                          | 修斗 SHOOTO TO THE TOP 【修斗フェザー級チャンピオンシップ】                     | 2001年11月25日 |
| ○    | ジルド・リマ             | 1R 3:57 腕ひしぎ十字固め                          | 修斗 SHOOTO TO THE TOP                                                          | 2001年3月2日   |
| ○    | 秋本じん                 | 5分3R終了 判定3-0                                 | 修斗 R.E.A.D. 【修斗フェザー級王座決定戦】                                      | 2000年12月17日 |
| ○    | 吉信                     | 3R 2:21 KO（膝蹴り）                              | 修斗 R.E.A.D.                                                                   | 2000年8月27日  |
| △    | 五木田勝                 | 5分2R終了 判定0-0                                 | 修斗 R.E.A.D.                                                                   | 2000年3月17日  |
| ○    | バレット・ヨシダ         | 3R 1:18 TKO（パンチ連打）                         | SuperBrawl 15                                                                   | 1999年12月7日  |
| ○    | ライアン・ディアス       | 2R 3:35 腕ひしぎ十字固め                          | 修斗 SHOOT GIG '99                                                              | 1999年11月4日  |
| ○    | 秋本じん                 | 5分2R終了 判定2-0                                 | IV 修斗 the Renaxis 1999                                                        | 1999年9月5日   |
| ○    | 勝村周一朗               | 5分2R終了 判定3-0                                 | III 修斗 the Renaxis 1999                                                       | 1999年7月16日  |

### キックボクシング
| 勝敗 | 対戦相手                    | 試合結果             | 大会名                                   | 開催年月日    |
| ○    | 藤本昌大                    | 3R終了 判定3-0       | SHOOT BOXING 2009 武志道-bushido- 其の四 | 2009年9月4日  |
| ○    | ナグランチューン・マーサM16 | 3R+延長R終了 判定3-0 | SHOOT BOXING 2009 武志道-bushido- 其の参 | 2009年6月1日  |
| ×    | 崎村暁人                    | 3R終了 判定0-3       | SHOOT BOXING 2009 武志道-bushido- 其の弐 | 2009年4月3日  |
| ○    | えなりのりゆき              | 3R終了 判定3-0       | SHOOT BOXING 2009 武志道-bushido- 其の壱 | 2009年2月11日 |

### エキシビション
| 勝敗 | 対戦相手                       | 試合結果 | 大会名                                                                   | 開催年月日    |
| -    | 清水清隆、漆谷康宏、佐藤ルミナ | 1分1R    | PROFESSIONAL SHOOTO 2023 "FIGHT&MOSH" 【マモル引退エキシビションマッチ】 | 2023年12月2日 |

## 獲得タイトル
- 初代修斗フェザー級王座（2000年）
- 初代修斗世界バンタム級王座（2003年）
- 初代KOTC世界ジュニアフライ級王座（2010年）
- 第4代フライ級キング・オブ・パンクラス王座（2017年）